# Haplochromis microchrysomelas
Haplochromis microchrysomelas är en fiskart som beskrevs av Snoeks, 1994. Haplochromis microchrysomelas ingår i släktet Haplochromis och familjen Cichlidae. IUCN kategoriserar arten globalt som livskraftig. Inga underarter finns listade i Catalogue of Life.